# El Cerrillo

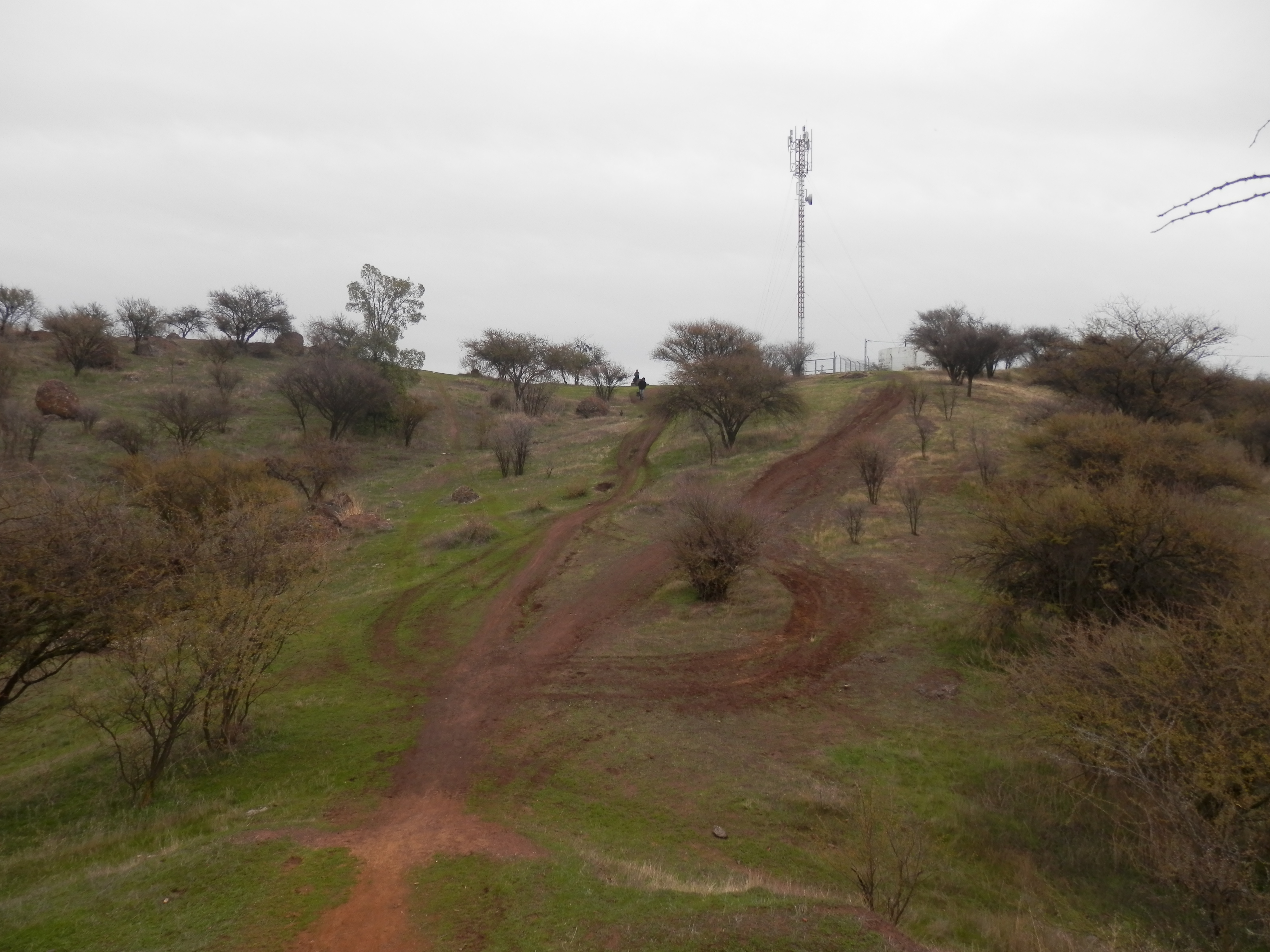
Vista del Cerro San Juan, ubicado en la localidad de El Cerrillo

El Cerrillo es una localidad chilena perteneciente a la comuna de Rengo, provincia de Cachapoal, en la región de O'Higgins. Está situada a 6 km al norte de la ciudad de Rengo. Su nombre se debe a que el pueblo se ubica en los faldeos del Cerro San Juan, en la precordillera. Su población se sustenta, principalmente de la agricultura, siendo el estero Tipaume la principal fuente de agua. En el sector céntrico del pueblo, destacan casonas construidas de adobe, las cuales se vieron severamente dañadas por el terremoto de Chile de 2010.

## Transportes
El transporte interurbano de la localidad está constituido por recorridos de taxis colectivos y microbuses con destinos principalmente hacia Rengo.

## Servicios
En la localidad existe la Cuarta Compañía de Bomberos  Bomba El Cerrillo, la cual es una unidad que depende del Cuerpo de Bomberos de Rengo. Esta Compañía, nace mediante la idea de los vecinos de la localidad de poseer una unidad de respuesta ante emergencias más rápida, dado que las ya existentes dentro de la comuna de Rengo poseían tiempos de respuesta muy extensos, dada la lejanía de los cuarteles. El 28 de septiembre de 2013, se realiza una reunión en la Escuela Huilquío de El Cerrillo, en la cual es presentado el proyecto, junto con la convocatoria de los voluntarios, los cuales corresponden a vecinos de la localidad.
En el pueblo, se encuentran diversos almacenes de barrio, los cuales constituyen la principal fuente de abarrotes para los habitantes del sector.
En materia de salud, existe la Posta Rural de El Cerrillo, la cual se ubica en la Avenida Bernardo O'Higgins.

## Tradiciones
Todos los años, en temporada de verano, se lleva a cabo la Semana Cerrillana, la cual se inicia con la presentación de carros alegóricos. Los días posteriores se llevan a cabo juegos típicos y elección de reina. La actividad atrae tanto a personas locales como de otras localidades de la región.
También, semanas antes de Fiestas Patrias, se lleva a cabo el izamiento de la bandera chilena en la cúspide del cerro San Juan, ubicado en el sector norte del pueblo. En esta instancia, se realizan diversos espectáculos de carácter cultural, como la presentación de artistas locales y conjuntos folclóricos.

## Educación
Existe una escuela de carácter municipal, la Escuela Huilquío de El Cerrillo.